# Parc naturel régional du Gantrisch
Le Parc naturel régional du Gantrisch est l'un des 17 parcs d'importance nationale en Suisse. En 2021, le parc est composé de 22 communes, dont 21 se trouvent dans le canton de Berne et une, Planfayon, dans le canton de Fribourg. Le parc naturel du Gantrisch couvre une superficie de 414 km2 à une altitude comprise entre 510 m (Aéroport de Berne) et 2 239 m (Schafberg) et comprend la région du Lac Noir.

## Localisation et géographie
Le parc naturel du Gantrisch se situe entre les trois villes suisses de Berne, Thoune et Fribourg et est traversé par la Gürbe, la Schwarzwasser et la Singine. La zone du parc comprend le Längenberg, une moraine latérale du glacier de l'Aar, ainsi que le Belpberg, qui se compose également en partie de matériaux morainiques du glacier de l'Aar. Au sud, le parc naturel du Gantrisch est délimité par la chaîne du Gantrisch, qui donne son nom au parc et contient la zone source de la Gürbe. Au sud-ouest du parc se trouvent le Lac Noir.
Conformément à l'article 5 de la Loi fédérale sur la protection de la nature et du paysage, la Suisse tient un inventaire fédéral des paysages, sites et monuments naturels d'importance nationale. Deux de ces zones se trouvent dans le parc naturel du Gantrisch :
- N° 1320, nom : Schwarzenburgerland mit Sense- und Schwarzwasser-Schluchten
- N° 1514, nom : Breccaschlund

## Attractions
Parmi les attractions principales du parc figurent notamment la Fondation Abegg, le Château de Schwarzenburg, le Lac Noir ou encore le Kaiseregg.

## Galerie

Photographies du Parc naturel régional du Gantrisch
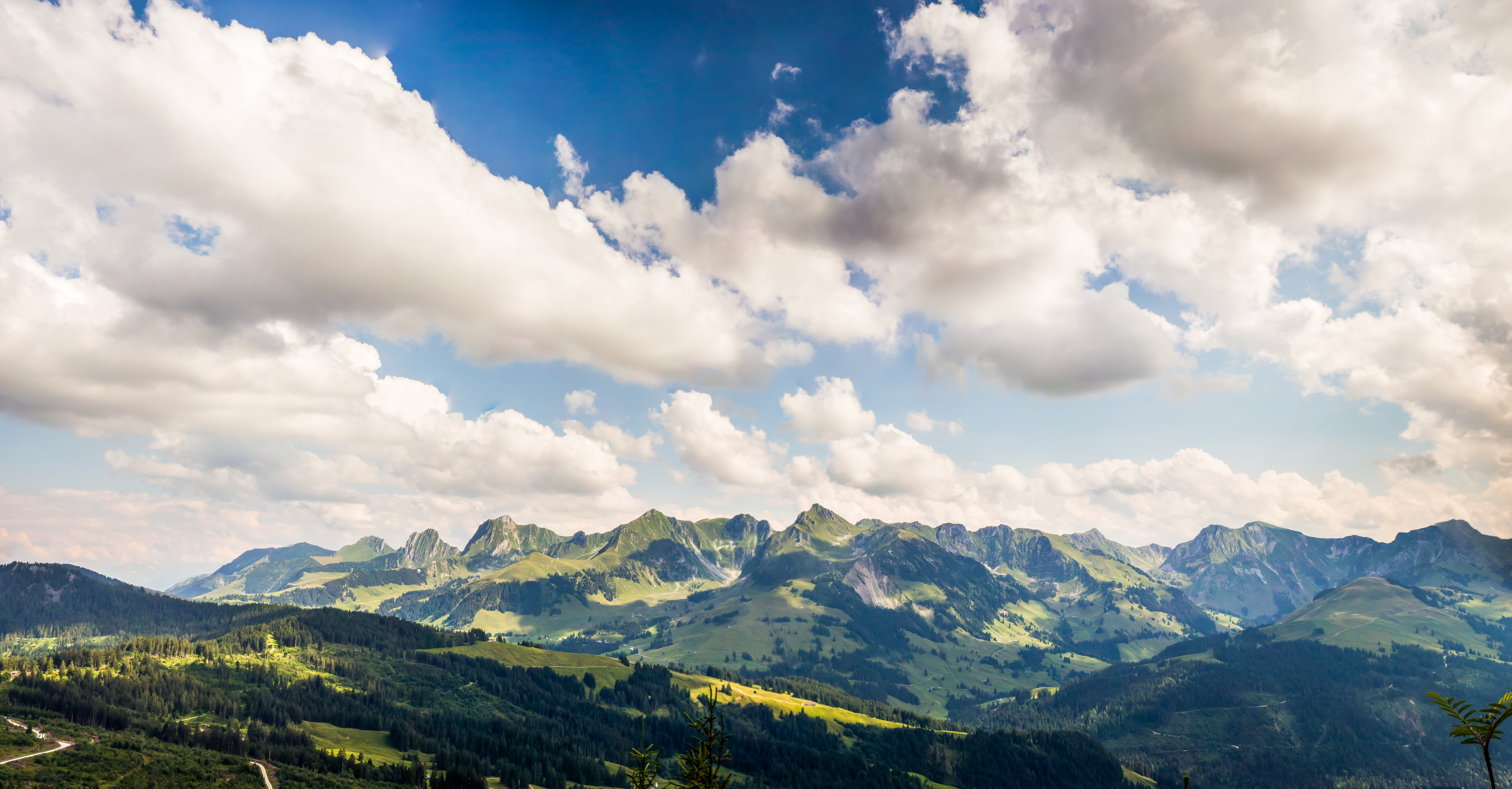
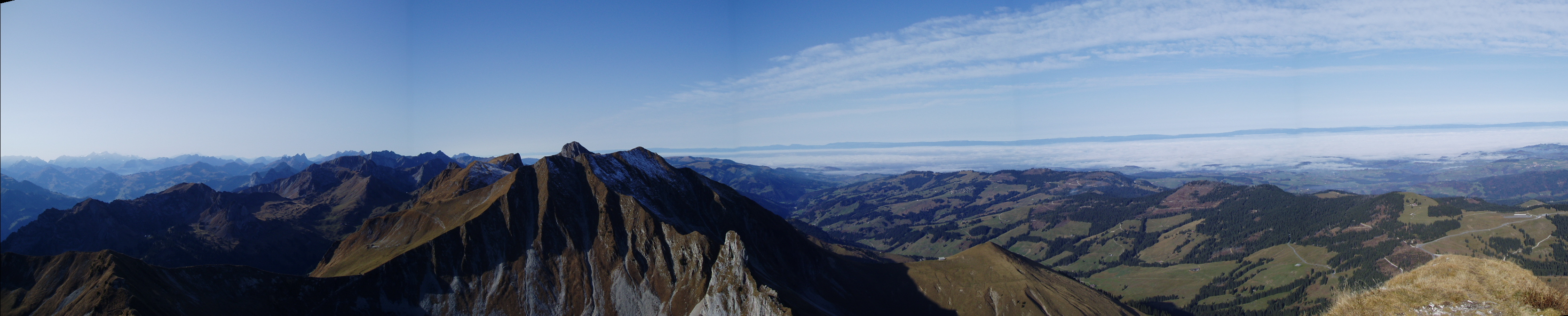
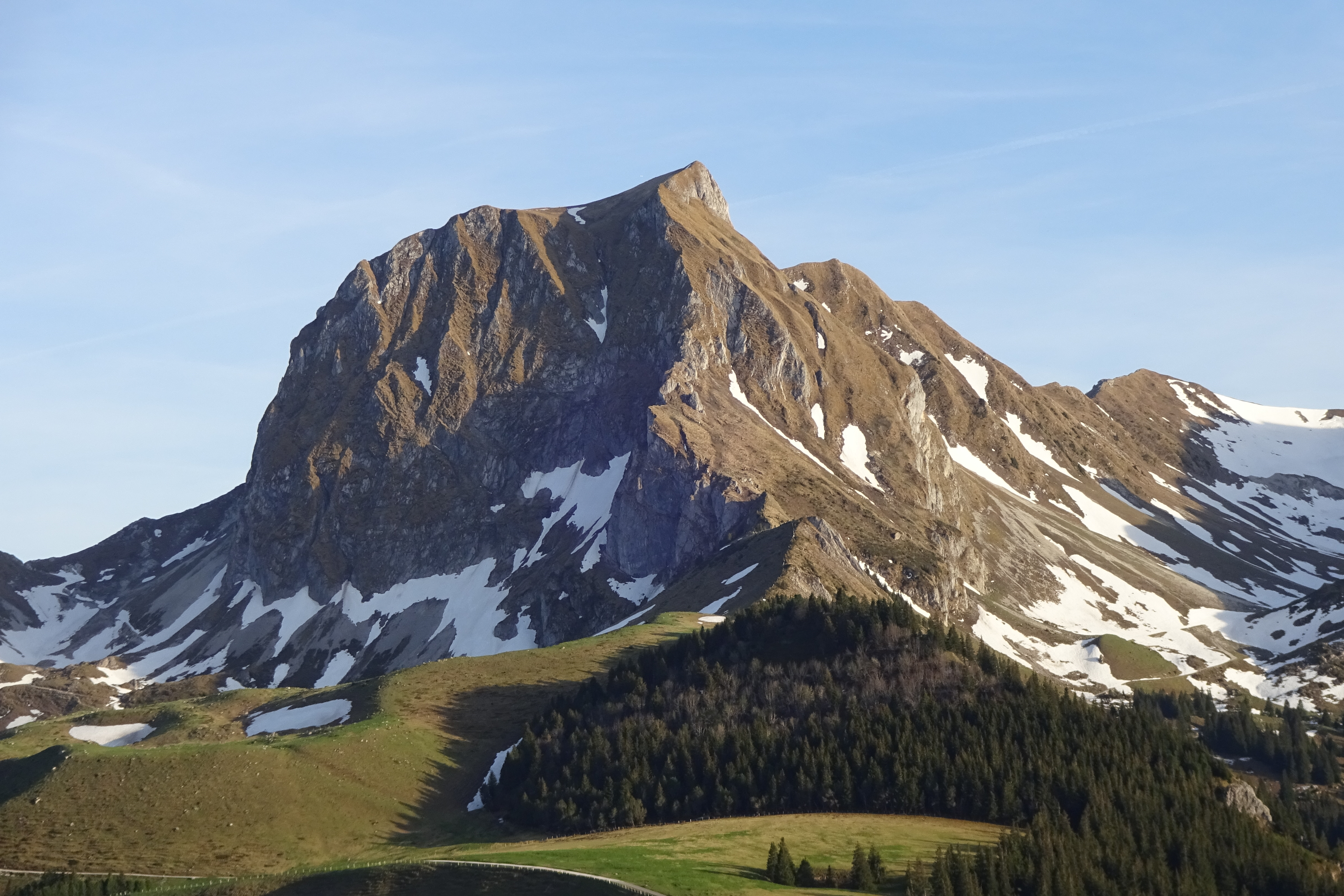
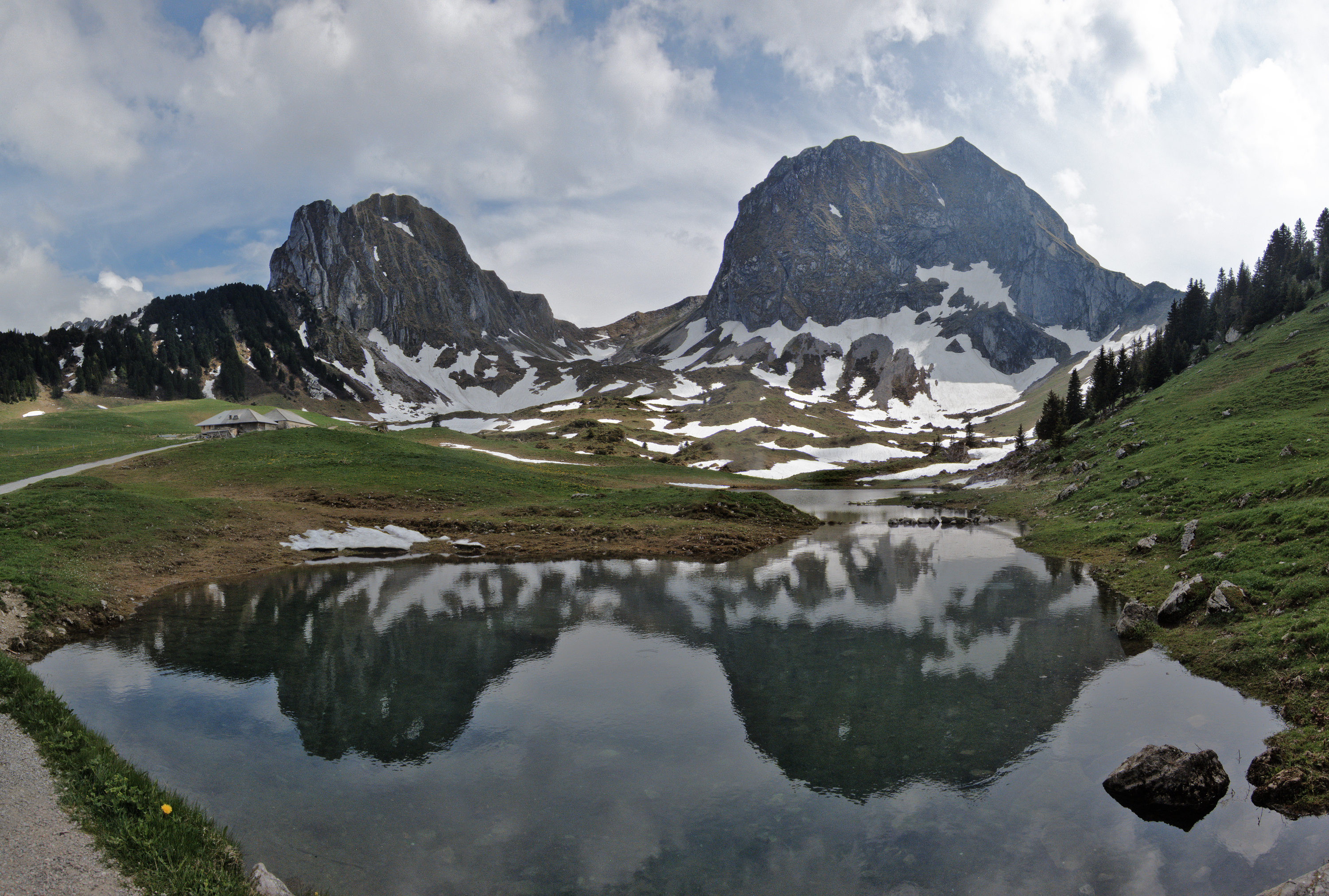